# Alberto Ullastres
Alberto Ullastres (né le 15 janvier 1914 à Madrid - mort le 15 novembre 2001) est un économiste et homme politique espagnol.

## Biographie
Ministre du commerce espagnol à partir du 25 février 1957, Alberto Ullastres a été formé par l'Opus Dei. Il met en place le Plan de stabilisation économique de 1959 (Plan de Estabilización).